# سينت أو إس ستريم
سينت أو إس ستريم (بالإنجليزية: CentOS Stream)‏ هي توزيعة لينكس حلت محل توزيعة سينت أو إس المنتهية. تهدف التوزيعة لأن تكون وسيطًا تطويريًا بين بين منبع فيدورا لينكس ومصب ريد هات إنتربرايز لينكس. تستخدم التوزيعة من قبل شركات ميتا بلاتفورمز وإكس (تويتر سابقًا).